# Sasunaga pallida
Sasunaga pallida är en fjärilsart som beskrevs av Louis Beethoven Prout 1922. Sasunaga pallida ingår i släktet Sasunaga och familjen nattflyn. Inga underarter finns listade.